# Aciagrion azureum
Aciagrion azureum – gatunek ważki z rodziny łątkowatych (Coenagrionidae).